# Ким Бёнджу
Ким Бёнджу (кор. 김병주; 14 января 1968, Тэгу) — корейский дзюдоист полусредней весовой категории, выступал за сборную Южной Кореи в конце 1980-х — начале 1990-х годов. Бронзовый призёр летних Олимпийских игр в Барселоне, чемпион мира, чемпион Азиатских игр, победитель многих турниров национального и международного значения.

## Биография
Ким Бёнджу родился 14 января 1968 года в городе Тэгу. Впервые заявил о себе в сезоне 1987 года, выиграв бронзовую медаль в полусреднем весе на домашнем международном турнире в Сеуле. В следующем сезоне в том же весовом дивизионе занял третье место на Кубке Мацутаро Сорики в Токио.
Первого серьёзного успеха на взрослом международном уровне добился в 1989 году, когда попал в основной состав корейской национальной сборной и побывал на чемпионате мира в югославском Белграде, откуда привёз награду золотого достоинства, выигранную в полусредней весовой категории, в частности, победил в финале японца Тацуто Мотиду. Год спустя выступил на Азиатских играх в Пекине, где тоже одолел всех своих соперников в полусреднем весе, в том числе китайца Ли Цзиньшаня в решающем поединке, и получил таким образом золотую медаль. С хорошей стороны показал себя на этапах Кубка мира в Париже и Будапеште, где получил бронзовую и золотую награды соответственно. Помимо этого, добавил в послужной список серебряную медаль, полученную на студенческом чемпионате мира в Брюсселе, потерпев единственное поражение в финале от японца Хидэхико Ёсиды, будущего олимпийского чемпиона.
Благодаря череде удачных выступлений Ким удостоился права защищать честь страны на летних Олимпийских играх 1992 года в Барселоне. В первых трёх поединках взял верх над своими оппонентами, им были повержены Даниэль Ласкау из Германии в 1/32 финала, Жан-Але Олман с Гаити в 1/16 финала и Эзекиел Парагуасу из Бразилии в 1/8 финала. Однако на стадии четвертьфиналов он потерпел поражение от шведа Ларса Адольфссона и лишился всяких шансов на победу в турнире. При всём при том, в утешительных поединках за третье место он преодолел всех троих соперников, монгола Даваасамбуугийна Доржбата, советского борца Шарипа Вараева и бельгийца Йохана Латса, получив тем самым бронзовую олимпийскую медаль. Вскоре по окончании этих соревнований принял решение завершить карьеру профессионального спортсмена, уступив место в сборной молодым корейским дзюдоистам.
Впоследствии работал профессором в Корейской военно-воздушной академии. Женат на корейской дзюдоистке Ким Миджон, олимпийской чемпионке Игр 1992 года в категории до 72 кг.